# WrestleMania 2000
WrestleMania 2000 was een professioneel worstel-pay-per-viewevenement dat georganiseerd werd door de World Wrestling Federation. Dit evenement was de 16e editie van WrestleMania en vond plaats in de Arrowhead Pond in Anaheim op 2 april 2000.

## Matchen
| Nr.                                                                          | Match | Winnaar(s)                       |
| ---------------------------------------------------------------------------- | --- | -------------------------------- |
| 1                                                                            | The Godfather & D'Lo Brown (met Ice-T & The Godfathers prostituees) vs. The Big Boss Man & Bull Buchanan in een tag team match                                                                                      | The Big Boss Man & Bull Buchanan |
| 2                                                                            | Hardcore battle royal voor het WWF Hardcore Championship | Hardcore Holly (nc)              |
| 3                                                                            | T & A (Test & Albert) vs. Head Cheese (Al Snow & Steve Blackman) in een tag team match | T & A                            |
| 4                                                                            | Dudley Boyz (Bubba Ray & D-Von) (c) vs. Hardy Boyz (Matt & Jeff) vs. Edge en Christian in een Triangle Ladder match voor het WWF Tag Team Championship                                                              | Edge en Christian (nc)           |
| 5                                                                            | Terri Runnels (met The Fabulous Moolah) vs. The Kat (met Mae Young) met Val Venis (als speciale gast scheidsrechter)                                                                                                | Terri Runnels                    |
| 6                                                                            | The Radicalz (Eddie Guerrero, Perry Saturn & Dean Malenko) vs. Too Cool (Grand Master Sexay & Scotty 2 Hotty) & Chyna in Six-person intergender tag team match                                                      | Too Cool & Chyna                 |
| 7                                                                            | Kurt Angle (c) vs. Chris Jericho vs. Chris Benoit in een Triple Threat match voor het WWF Intercontinental Championship                                                                                             | Chris Benoit (nc)                |
| 7                                                                            | Kurt Angle (c) vs. Chris Jericho vs. Chris Benoit in een Triple Threat match voor het WWF European Championship | Chris Jericho (nc)               |
| 8                                                                            | D-Generation X (X-Pac & Road Dogg) (met Tori) vs. Rikishi & Kane (met Paul Bearer) in een tag team match | Rikishi & Kane                   |
| 9                                                                            | Triple H (c) (met Stephanie McMahon-Helmsley) vs. The Rock (met Vince McMahon), Mick Foley (met Linda McMahon) & The Big Show (met Shane McMahon) in een Fatal Four-Way Elimination match voor het WWF Championship | Triple H (c)                     |
| (c) huidige kampioen voor en na de match \| (nc) nieuwe kampioen na de match | |                                  |

1. ↑  De andere tegenstanders waren: Crash Holly (c), Tazz, Viscera, Joey Abs, Rodney, Pete Gas, Taka Michinoku, Funaki, Headbanger Thrasher, Headbanger Mosh, Faarooq en Bradshaw.